# Josef Bucher
Josef Bucher (Friesach, 19 de Agosto de 1965) é um político austríaco, deputado pela Aliança para o Futuro da Áustria (BZÖ), que se tornou presidente do partido sucedendo a Stefan Petzner.
Entre 1997 e 2003 foi membro da Câmara de Comércio austríaca. Desde 2001 foi membro da Associação Económica da Caríntia (Volkswirtschaftlichen Gesellschaft Kärnten), e da Presidência da Promoção da Áustria (Präsidiums der Österreich Werbung) da qual se torna presidente em 2005, torna-se então presidente da Holding do Turismo da Caríntia.
Entrou em 2002 no parlamento austríaco pelo FPÖ, após a cisão do partido, em 2005, seguiu Jörg Haider e aderiu à BZÖ. Torna-se porta-voz do BZÖ no parlamento relativamente às finanças, turismo e tribunal de contas. A 22 de Outubro de 2008 foi eleito por unanimidade presidente do partido, sucedendo a Stefan Petzner. Foi escolhido definitivamente como o líder da Aliança para o Futuro da Áustria em abril de 2009.
Josef Bucher é divorciado, tem 2 filhos e é dono de um hotel.